# (a-N-acetilneuraminil-2,3-b-galaktozil-1,3)-N-acetil-galaktozaminid 6-a-sijaliltransferaza
(a-N-acetilneuraminil-2,3-b-galaktozil-1,3)--acetil-galaktozaminid 6-a-sijaliltransferaza (EC 2.4.99.7, sijaliltransferaza, citidin monofosfoacetilneuraminat-(alfa-N-acetilneuraminil-2,3-beta-galaktozil-1,3)-N-acetilgalaktozaminid-alfa-2,6-sijaliltransferaza, alfa-N-acetilneuraminil-2,3-beta-galaktozil-1,3-N-acetil-galaktozaminid alfa-2,6-sijaliltransferaza, SIAT7, ST6GALNAC, (alfa-N-acetilneuraminil-2,3-beta-galaktozil-1,3)--acetil-galaktozaminid 6-alfa-sijaliltransferaza, CMP-N-acetilneuraminat:(alfa-N-acetilneuraminil-2,3-beta-D-galaktozil-1,3)--acetil--galaktozaminid alfa-2,6-N-acetilneuraminil-transferaza) je enzim sa sistematskim imenom CMP-N-acetilneuraminat:N-acetil-alfa-neuraminil-(2->3)-beta--galaktozil-(1->3)- N-acetil--galaktozaminid galaktozamin-6-alfa-N-acetilneuraminiltransferaza. Ovaj enzim katalizuje sledeću hemijsku reakciju
CMP--acetilneuraminat + N-acetil-alfa-neuraminil-(2->3)-beta--galaktozil-(1->3)--acetil--galaktozaminil-R {\displaystyle \rightleftharpoons } CMP + N-acetil-alfa-neuraminil-(2->3)-beta--galaktozil-(1->3)-[-acetil-alfa-neuraminil-(2->6)]--acetil--galaktozaminil-R
Dodaje N-acetilneuraminsku kiselinu alfa-2,6-vezon na N-acetil-galaktozamin kad je prisutan u strukturi alfa-N-acetil-neuraminil-(2->3)-beta-galaktozil-(1->3)--acetilgalaktozaminil-R, gde R može da bude protein ili p-nitrofenol.

## Literatura
- Nicholas C. Price; Lewis Stevens (1999). Fundamentals of Enzymology: The Cell and Molecular Biology of Catalytic Proteins (Third изд.). USA: Oxford University Press. ISBN 019850229X.
- Eric J. Toone (2006). Advances in Enzymology and Related Areas of Molecular Biology, Protein Evolution (Volume 75 изд.). Wiley-Interscience. ISBN 0471205036.
- Branden C; Tooze J. Introduction to Protein Structure. New York, NY: Garland Publishing. ISBN 0-8153-2305-0.
- Irwin H. Segel. Enzyme Kinetics: Behavior and Analysis of Rapid Equilibrium and Steady-State Enzyme Systems (Book 44 изд.). Wiley Classics Library. ISBN 0471303097.

## Spoljašnje veze
- Alpha-N-acetylneuraminyl-2,3-beta-galactosyl-1,3-N-acetylgalactosaminide+6-alpha-sialyltransferase на 